# Château de Považie
Le château de Považie (slovaque : Považský hrad) est aujourd'hui constitué des ruines d'un ancien château médiéval sur les bords de la rivière Váh près de Považská Bystrica en Slovaquie.

## Histoire

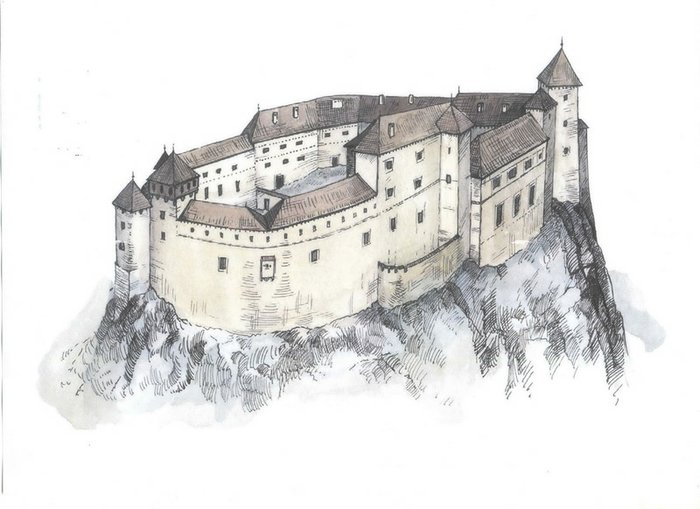
Croquis du château de Považie au pic de sa forme.

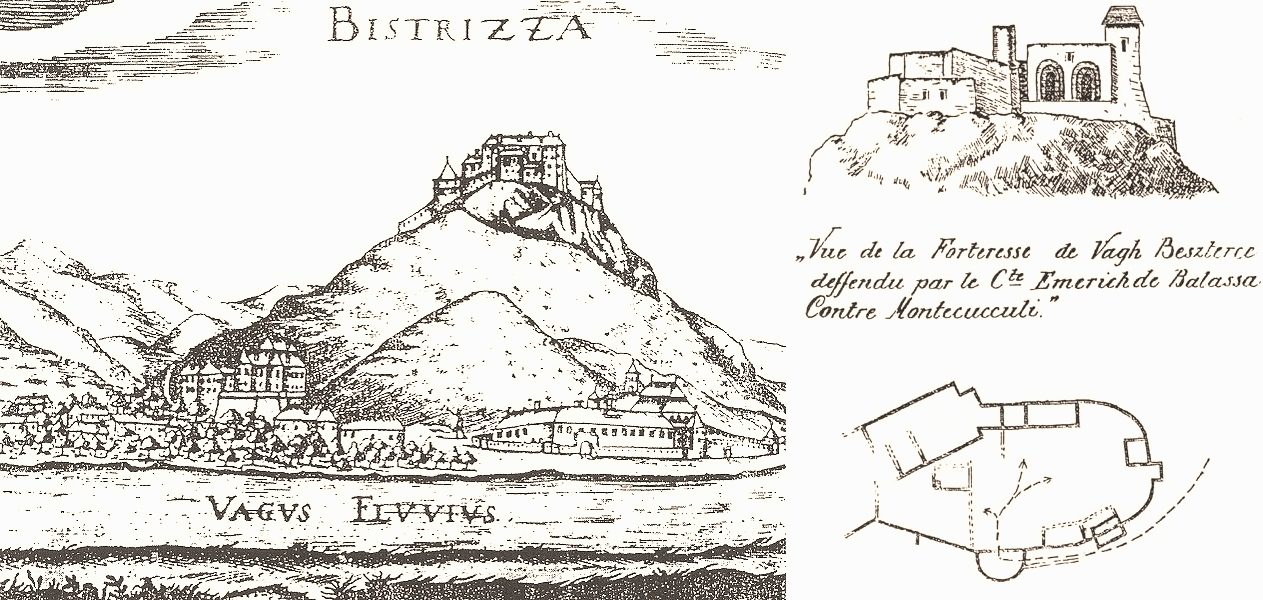
Gravure du château de Považie et ses environs vers 1676.

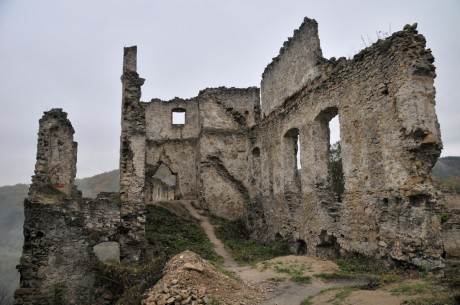
Partie des ruines du château de Považie en 2009.

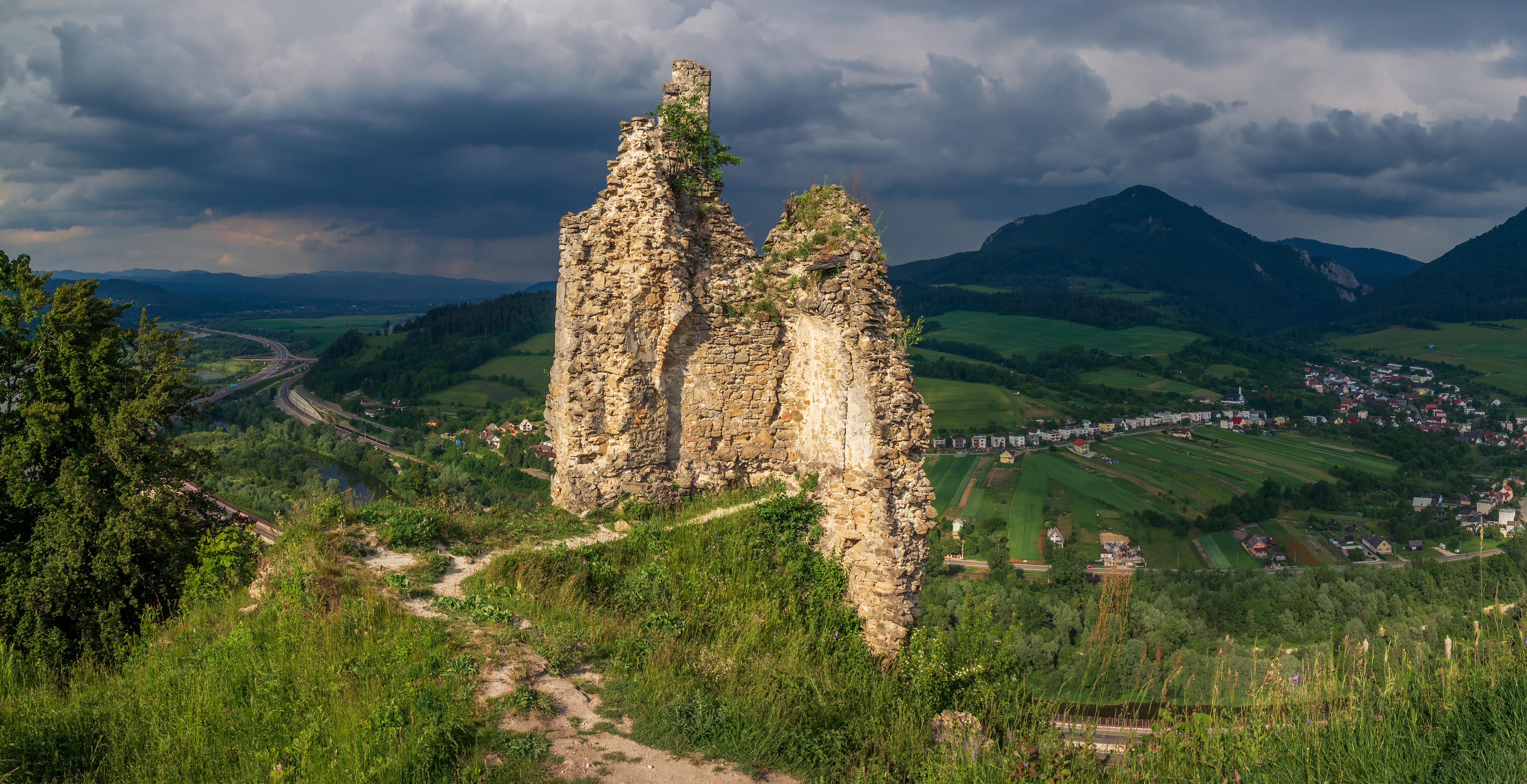
Partie des ruines du château de Považie en 2016.

Le château est mentionné pour la première fois en 1300 sous le nom du « château de Bystrica ». 
En 1458, le roi Mathias Corvin donne le château à la famille Podmanický qui le rénova la tour et le palais après le grand incendie de 1543. L'ensemble est érigé sur le lieu le plus élevé du rocher. 
Après l'occupation du château par l'armée de Thökölyi, l'empereur Léopold Ier le fit démolir en 1698. 